# Чудиново (Новосибирская область)
Чудиново — посёлок (село) в Маслянинском районе Новосибирской области. Входит в Елбанский сельсовет.

## География
Расположен на реке Елбань в лесах на границе с Алтайским краем в 15 км к востоку от села Елбань, в 39 км от Маслянино и в 145 км к юго-востоку от Новосибирска. Площадь посёлка — 105 гектаров.
Имеется тупиковая подъездная дорога от села Елбань.

## Население
| 2002 | 2007 | 2010 |
| ---- | ---- | ---- |
| 337  | ↘316 | ↘242 |

## Инфраструктура
В посёлке по данным на 2007 год функционируют 1 учреждение здравоохранения и 1 учреждение образования.